# 安汶岛
安汶岛（Ambon Island），是印度尼西亚马鲁古群岛的主要岛屿之一和政治中心，位于班达海北岸，面积约775平方公里。该岛属马鲁古省管辖，岛上最大城市是安汶市，该市是马鲁古省首府。